# Zitti e buoni
Chansons représentant l’Italie au Concours Eurovision de la chanson
Fai rumore
(2020) Brividi
(2022)
Chansons ayant remporté le Concours Eurovision de la chanson
 Arcade
(2019)  Stefania
(2022)
Singles de Måneskin
Vent'anni
(2020) I Wanna Be Your Slave
(2021)
Clip vidéo
[vidéo] « Zitti e buoni », sur YouTube
Zitti e buoni (« Taisez-vous et tenez-vous correctement ») est une chanson du groupe de rock italien Måneskin, ayant remporté le Festival de Sanremo 2021. Également choisie pour représenter l’Italie lors du Concours Eurovision de la chanson 2021 qui prend place à Rotterdam, aux Pays-Bas, elle remporte le concours. 

Zitti e buoni est le premier des huit titres du deuxième album du groupe, Teatro d'ira - Vol. I (en), sorti le 19 mars 2021.

## Concours Eurovision de la chanson 2021

### Sélection interne
La chanson représente l'Italie au Concours Eurovision de la chanson 2021, après avoir remporté le Festival de Sanremo 2021.

### À l'Eurovision
En tant que pays du Big 5, l’Italie est pré-qualifiée à la finale le 22 mai 2021.
Lors de la finale, Zitti e buoni devient la chanson gagnante de l'Eurovision, dont elle était la grande favorite, notamment auprès des bookmakers. Ayant obtenu un total de 524 points dont 318 du télévote (1re) et 206 des jurys professionnels (4e), elle devance Voilà de Barbara Pravi de 25 points.
L'Italie remporte alors sa troisième victoire au concours, 31 ans après son dernier trophée au concours alors en 1990 avec la chanson Insieme: 1992 de Toto Cutugno.

## Classements
| Chart (2021)                  | Position |
| ----------------------------- | -------- |
| Global Excl. U.S. (Billboard) | 106      |
| Italie (FIMI)                 | 2        |
| Lituanie (AGATA)              | 22       |
| Suisse (Schweizer Hitparade)  | 57       |